# Малый бандикут
Малый бандикут (лат. Isoodon obesulus) — вид из рода Коротконосых бандикутов семейства Бандикутовые. Эндемик Австралии.

## Научная классификация
Последние исследования свидетельствуют о том, что малый бандикут, возможно, принадлежит к тому же виду, что и золотистый бандикут (лат. Isoodon auratus). Доказательством этому может служить генетическое сходство этих животных. Тем не менее оба вида имеют существенные морфологические различия.

## Распространение
Обитает на обширной территории от юго-западной части Западной Австралии до юго-восточной части Виктории и штата Новый Южный Уэльс. Также имеются популяции на острове Тасмания, Кенгуру, архипелаге Решерш и в штате Квинсленд.
Естественная среда обитания вида — леса, лесистые и кустарниковые местности, вересковые пустоши.

## Внешний вид
Вес при рождении — 0,35 г, взрослой особи — 700 г. Внешне похожи на крыс и кроликов. Морда более короткая, чем у других бандикутов, однако имеет удлинённую форму. Уши короткие, округлые. Спина обычно покрыта тёмно-бурым волосяным покровом с вкраплениями оранжевого или жёлтого цветов, брюхо — светло-коричневым, серым или белым покровом.

## Образ жизни
Ведут наземный, одиночный образ жизни. Гнёзда строят или на земле, или в дуплах упавших деревьев. Гнёзда строятся из веток, листьев, травы, земли. Активность приходится как на ночь, так и на день. Питаются насекомыми, червями, небольшими рептилиями, корнями растений.

## Размножение
Сумка развита хорошо, открывается назад. В потомстве до шести детёнышей, однако до отлучения, как правило, выживает не более двух детёнышей. Детёныши вынашиваются в сумке в течение 50 дней. Половая зрелость наступает на 90 день. Размножаются круглый год. Беременность длится всего 12,5 дней. Максимальная продолжительность жизни в неволе — 6,5 лет.